# 羅斯維爾 (堪薩斯州)
羅斯維爾（英語：Rossville）是一個位於美國堪薩斯州肖尼縣的城市。

## 地方資料
根據2020年美國人口普查的數據，羅斯維爾的面積為1.43平方千米，當中陸地面積為1.43平方千米，而水域面積為0.00平方千米。當地共有人口1105人，而人口密度為每平方千米772.73人。